# Station Saint-Nazaire
Station Saint-Nazaire is een spoorwegstation in de Franse stad Saint-Nazaire.